# Aartsbisdom Ancona-Osimo
Het aartsbisdom Ancona-Osimo (Latijn: Archidioecesis Anconitana-Auximana; Italiaans: Arcidiocesi di Ancona-Osimo) is een metropolitaan aartsbisdom van de Rooms-Katholieke Kerk in Italië. De zetel van het aartsbisdom is in Ancona. De aartsbisschop van Ancona-Osimo is metropoliet van de kerkprovincie Ancona-Osimo waartoe ook de volgende suffragane bisdommen behoren:
- Bisdom Fabriano-Matelica
- Bisdom Jesi
- Bisdom Senigallia
- Territoriale prelatuur Loreto

## Geschiedenis

### Ancona
Het bisdom Ancona ontstond in de 3e eeuw. Op 19 oktober 1422 werd het met het bisdom Numana verenigd. Op 14 september 1904 werd Ancona tot aartsbisdom verheven, maar niet tot metropool. Op 15 augustus 1972 gebeurde dit alsnog toen de bisdommen Fabriano-Matelica, Jesi, Senigallia en de Territoriale prelatuur Loreto suffragaan werden aan Ancona.

### Osimo
Het bisdom Osimo (Latijn Dioecesis Auximanus) werd in de 7e eeuw opgericht met zetel in Osimo. Op 19 augustus 1725 werd het samengevoegd met het bisdom Cingoli onder de naam Osimo-Cingoli en als immediatum onder direct gezag van de Heilige Stoel geplaatst. In 1949 was 99% van de inwoners van het bisdom katholiek. Op 25 januari 1985 werd het bisdom Cingoli afgesplitst en toegevoegd aan het bisdom Macerata-Tolentino.

### Ancona-Osimo
Op 30 september 1986 werd het bisdom Osimo samengevoegd met het aartsbisdom Ancona onder de naam aartsbisdom Ancona-Osimo. De huidige aartsbisschop is Angelo Spina.

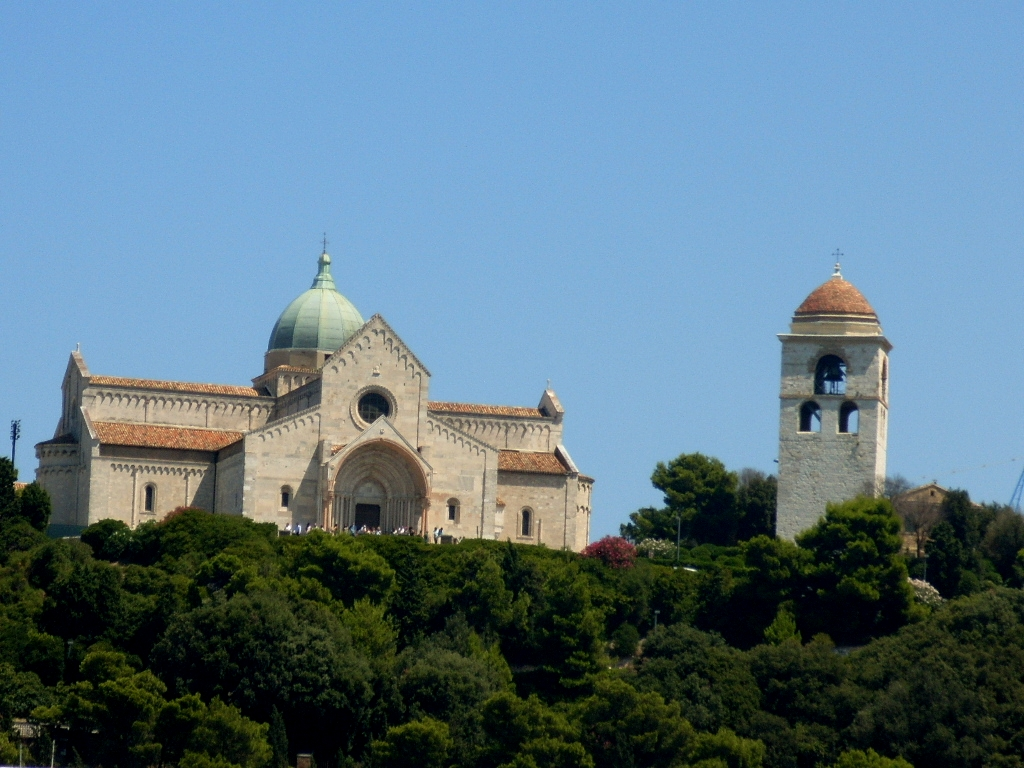
De dom van Ancona, zetel van het aartsbisdom
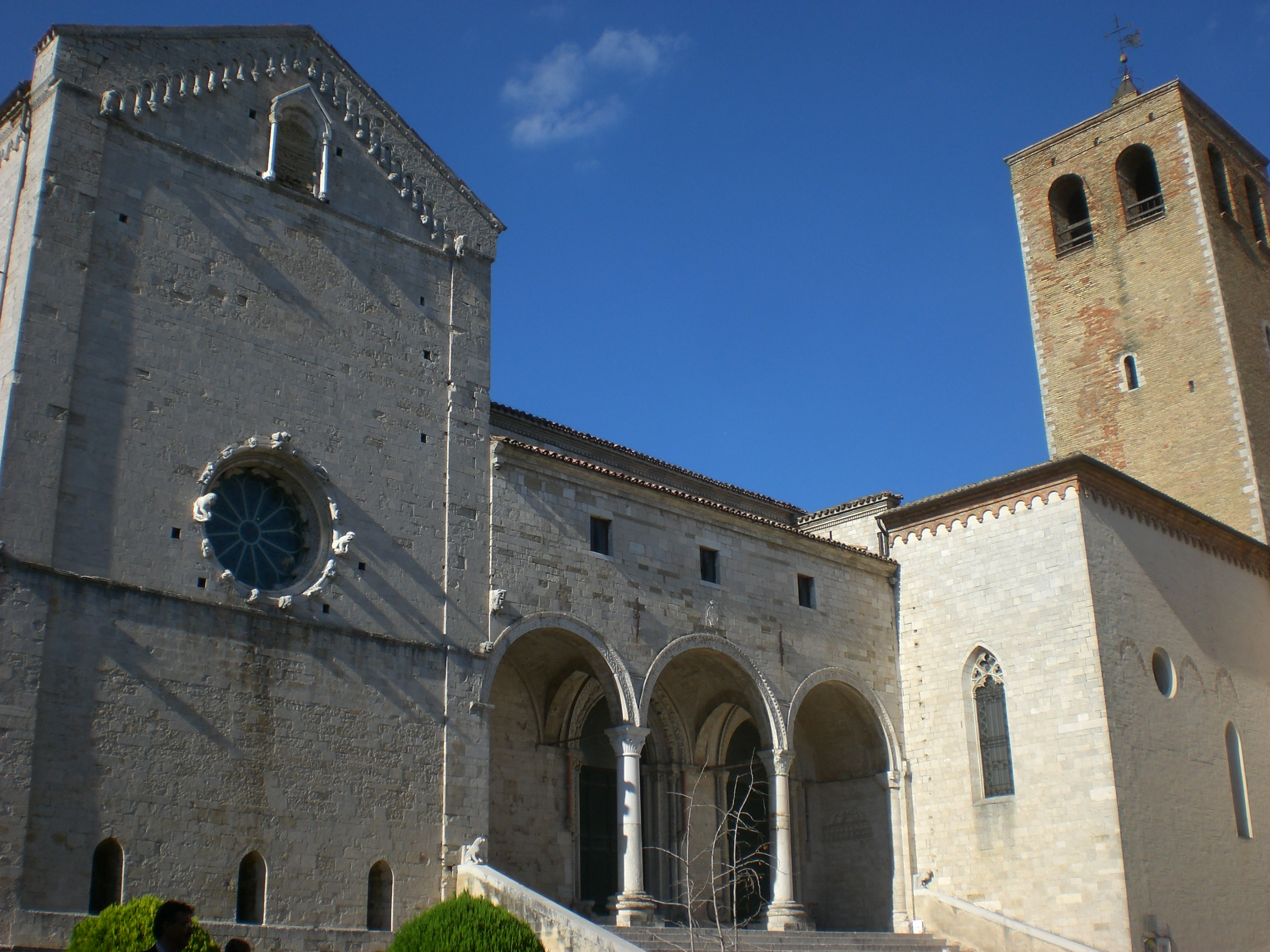
Cokathedraal van Osimo